# Rembrandt Lockwood

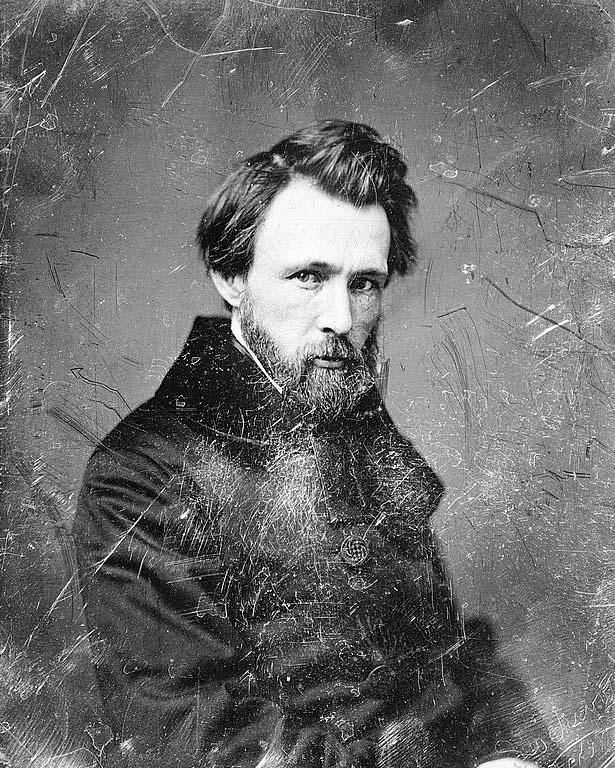
Rembrandt Lockwood im Jahr 1844

Rembrandt Lockwood (* 1815; † 1889) war ein US-amerikanischer Maler und Architekt. 

## Leben
Über Rembrandt Lockwoods Herkunft und Jugend ist wenig bekannt; wahrscheinlich wuchs er in der Gegend von Richmond (Virginia) auf und begann auch dort zu malen, vorzugsweise Porträts und Altarbilder. 1845 hielt er sich zu Studienzwecken in München auf. Von 1847 bis 1858 lebte und arbeitete er in Newark. In diese Zeit fallen seine Ausstellungsbeteiligungen; er zeigte Gemälde bei der American Art-Union in New York. Nachdem er 1858 die Malerei aufgegeben hatte, übernahm Lilly Martin Spencer sein Atelier. 
Lockwood wandte sich 1858 der Architektur zu und war auf diesem Gebiet offenbar erfolgreich. Vermutlich von 1863 bis 1876 lebte er in der Gegend von Brooklyn. So wurde etwa die neogotische Metropolitan Community United Methodist Church in der 126th Street in New York in den Jahren 1869 bis 1871 nach seinen Plänen gebaut. Sie diente ursprünglich der St. James Methodist Episcopal Church of Harlem als Gotteshaus.

## Das Jüngste Gericht

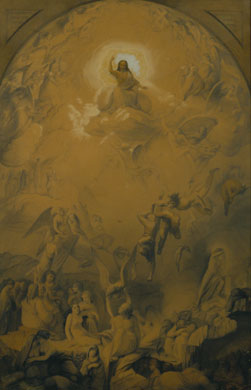
Studie zum Jüngsten Gericht

Wohl das monumentalste Gemälde Lockwoods war ein Jüngstes Gericht, das er schon in München zu malen begonnen hatte, in Harrisburg in Pennsylvania weiterbearbeitete und in Newark schließlich vollendete. Auf dem riesigen Bild waren etwa 1500 Figuren zu sehen, und mit seiner Größe von 27 × 17 Fuß konnte es nur in der Concert Hall von Newark aufgehängt werden. Eine Skizze zu diesem Werk befindet sich heute im Newark Museum.

## Nachkommen und Spuren
Lockwoods Tochter Frances, die zugleich seine Schülerin war, war 17 Jahre alt, als er die Familie verließ. Sie wurde eine bekannte Illustratorin. Eine weitere Tochter Lockwoods war die Porträtmalerin Helen Colburn. Auch seine Enkelin Helen Frances Colburn wurde eine Künstlerin. Papiere und Bilder aus dem Nachlass der Familie lagern in den Smithsonian Archives of American Art, weitere Materialien, insbesondere zu Lockwoods architektonischem Wirken, befinden sich im Nachlass Selma Rattners an der Columbia University.